# La Medeleni
La Medeleni (en inglés, At the Medeleni) es un trío de novelas escritas por Ionel Teodoreanu. Los libros fueron ambientados en el pueblo de Medeleni, en el condado de Iași, Rumania. La trilogía incluye: El Frontera Inconstante (en rumano: ) publicó en 1925, Carreteras (rumano: Hotarul Nestatornic) publicada en 1926, y Entre los Vientos (en rumano: Între Vânturi) publicada en 1927. La inspiración de Teodoreanu para las novelas provino de una mansión a orillas del río Prut donde se reunían los amigos del mundo literario. El 21 de mayo de 2016, la mansión se convirtió en un museo en memoria de Ionel Teodoreanu.

## Sinopsis
En el Medeleni es una novela sobre una infancia y adolescencia idealizadas, diseñada en un entorno patriarcal edénico. La trama gira en torno a dos hermanos, Daniel y Olguţa (en rumano: [Olgu[t͡s]a]) Deleanu, y su hermana adoptiva, Mónica. Según su padre, Olguţa es un "diablo angelical, una mezcla de pureza e inclinaciones hacia la poca malicia". Está constantemente temblando, no acepta contradicciones, e intenta subordinar todo lo que la rodea.
Daniel tiende a estar tranquilo pero a menudo puede perder la paciencia y se pone nervioso por su hermana, Olguţa. A menudo sueña con salvar a Mónica, pero su hermana lo despierta de vez en cuando.
Mónica asegura el equilibrio entre los hermanos, que están en una continua discusión. Ella es amable, generosa y siempre salta para ayudar a los demás. Mónica está enamorada de Daniel durante toda la novela. Daniel se da cuenta al final que él también está enamorado de Mónica. Se casan y disfrutan de una vida feliz.
Olguţa se enamora de Vania, un hombre mayor. Planea casarse con él e irse a América, pero descubre que tiene cáncer. Al final, se suicida. Después de la muerte de Olguţa, la familia Deleanu vende la finca.

## Recepción
Miron Radu Paraschivescu afirmó que Olguța es uno de los personajes más exitosos de las obras literarias de Teodoreanu.
En 1995, un grupo de expertos de la Universidad de Aix-Marseille examinó la trilogía y destacó que Teodoreanu era considerado tradicionalmente por los rumanos como el novelista de la infancia. Señalaron que At the Medeleni es una buena ilustración de la vida en Rumania en el decenio de 1920. En el Medeleni alcanza la ineficacia de la sensación y se abre con un estilo de escritura dividido entre el sufrimiento y la voluptuosidad, una perspectiva vertiginosa que evoca la estética barroca.
Según el periódico rumano Jurnalul Național, "En el Medeleni es el libro que selló la reputación literaria del novelista, que a la edad de 30 años ya era de renombre nacional. Después de su serie "En el Medeleni", sus libros se hicieron populares en las estanterías de las librerías [...]".
Críticos y teóricos, como George Călinescu, mencionaron que la novela "tiene un valor duradero",Camil Petrescu dijo que la obra presenta "aspectos afectivos" de los niños a través de una serie de incidentes de la vida y, a su vez,  Garabet Ibrăileanu  estableció que el personaje principal, Olguța, es "el tipo más llamativo [...] y el modelo femenino más exitoso de nuestra literatura".

### Selección de novelas publicadas
- Bal mascat ("Baile de Máscaras")
- Fata Alboroto Zlataust ("La Chica de Zlataust")
- Turnul Milenei ("La torre de Milena")
- Iarbă ("Hierba")

### Autobiografías
- În casa bunicilor ("La Casa de mis Abuelos")
- Masa umbrelor ("La Mesa de las Sombras")